# Ладіслав Трояк
Ладіслав Трояк (словац. Ladislav Troják; нар. 15 червня 1914, Кошиці, Австро-Угорщина — пом. 8 листопада 1948, Ла-Манш) — чехословацький хокеїст, правий нападник. Срібний медаліст Олімпійських ігор і чемпіон світу.

## Біографія
На початку ігрової кар'єри виступав за хокейну команду з рідного міста Кошиці, а з 1934 — за один з найсильніших клубів тогочасної Європи, ЛТЦ (Прага). Багаторазовий переможець чемпіонатів Чехословаччини і різноманітних міжнародних турнірів.
У складі національної команди дебютував 21 грудня 1934 року. Товариська гра у Празі проти збірної Канади завершилася поразкою з рахунком 0:7. Ладислав Трояк став першим словаком, який зіграв за збірну Чехословаччини.
Учасник Олімпіад у Гарміш-Партенкірхені, Санкт-Моріці і чотирьох чемпіонатів світу. 1947 року, його команда, вперше стала найсильнішою в світовому хокеї. Наступного сезону, на Олімпійських іграх 1948 року, чехословаки поступилися канадцям, у боротьбі за перше місце, лише за різницею закинутих та пропущених шайб (+62 проти +64). На Олімпійських іграх і чемпіонатах світу провів 47 ігор, закинув 25 шайб. Всього в складі збірної Чехословаччини провів 75 матчів, 37 голів.
8 листопада 1948 року шість гравців національної команди вилетіли на невеликому двомоторному літаку з Парижа в Лондон, де Чехословаччина мала відіграти кілька товариських ігор. Літак злегка відхилився від курсу через густий туман і просто зник з радарів. Через кілька діб в протоці було виявлено тіло пілота, але ніяких уламків знайдено не було. В авіакатастрофі загинули хокеїсти збірної Зденек Ярковський, Мірослав Покорний, Карел Стібор, Ладіслав Трояк, Зденек Шварц і Вілібальд Штовік.
15 квітня 2011 року обраний до Зали слави Міжнародної федерації хокею з шайбою (разом з Богумілом Модрим). Член Зали слави словацького хокею (з 30 листопада 2002 року) і Зали слави чеського хокею (з 4 листопада 2008 року).

## Досягнення
- Олімпійські ігри

 Віце-чемпіон (1): 1948
- Чемпіонат світу

 Чемпіон (1): 1947
 Віце-чемпіон (1): 1948
 Третій призер (1): 1938
- Чемпіонат Європи

 Чемпіон (2): 1947, 1948
 Віце-чемпіон (3): 1936, 1938, 1939
- Чемпіонат Чехословаччини

 Чемпіон (5): 1937, 1938, 1946, 1947, 1948
- Чемпіонат Богемії і Моравії

 Чемпіон (4): 1940, 1942, 1943, 1944
 Віце-чемпіон (1): 1941